# 科雷德拉广场

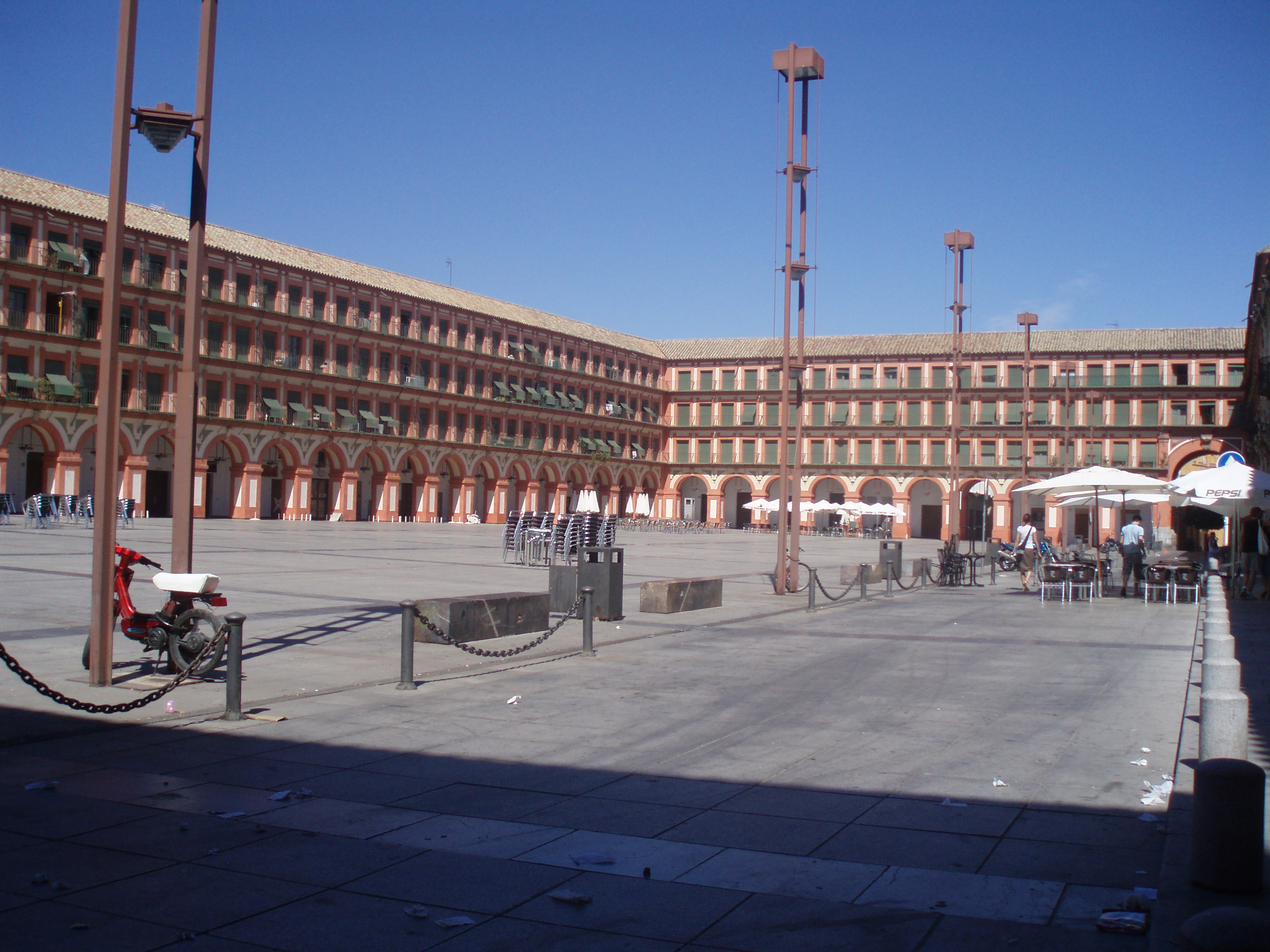
科雷德拉广场

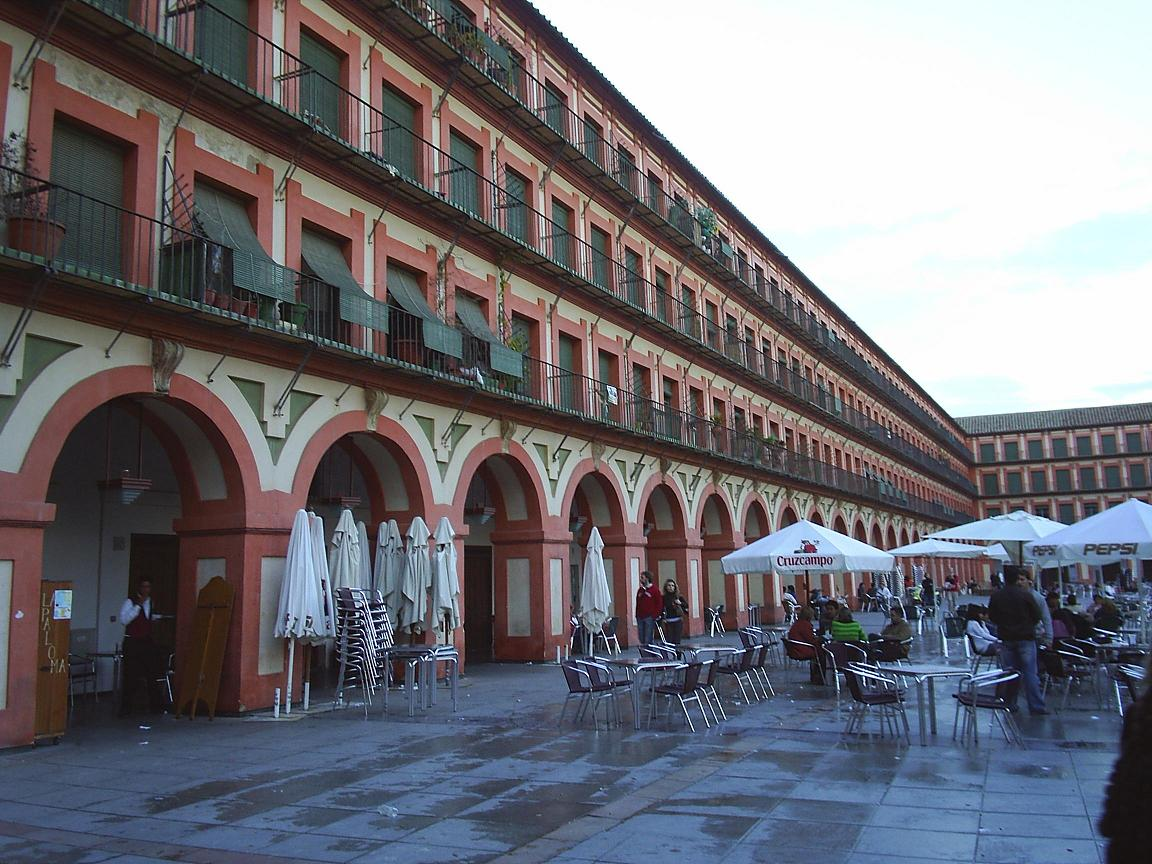
科雷德拉广场

科雷德拉广场（Plaza de la Corredera）位于西班牙南部城市科尔多瓦的心脏，是科尔多瓦最具象征性的地方之一。安达卢西亚最大的广场。 
该广场亦用于比赛，如斗牛。因而得名。 